# 格拉蒂丝·卡雷玛-齐库索卡
格拉蒂丝·卡雷玛-齐库索卡（英語：Gladys Kalema-Zikusoka，1970年1月8日—）是一名乌干达的兽医，也是Conservation Through Public Health的创始人，该组织致力于使非洲濒危的山地大猩猩、其他野生动物、人类和牲畜能够和睦相处。她是乌干达第一位野生动物兽医，也是BBC纪录片《非洲兽医格拉蒂斯》（Gladys the African Vet）的主角。2009年，她因自然保护工作而获得惠特利金奖。

## 早期生活和教育
从12岁起，在坎帕拉长大的卡雷玛-齐库索卡就开始对动物感兴趣，她在学校成立了一个野生动物俱乐部，并组织了一次伊丽莎白女王国家公园的旅行。她的专业学习始于获得伦敦大学皇家兽医学院的奖学金，并以兽医学学士学位毕业。后来在2003年，她获得了北卡罗来纳州立大学的兽医学硕士学位。她还在杜克大学获得非营利组织管理学的认可。她最近的学术成就是于2016年获得国际商业及可持续发展工商管理硕士学位，该学位由米兰大学等机构共同授予。

## 个人生活
卡雷玛-齐库索卡嫁给了劳伦斯·齐库索卡（Lawrence Zikusoka），他是一位科技领域的企业家，也是的联合创始人之一。他们有两个孩子。

## 专业成就
当卡雷玛-齐库索卡25岁时，她被任命为乌干达野生动物服务局（Ugandan Wildlife Service）的兽医官员，该局后来成为乌干达野生动物管理局。她是第一位担任这一职务的女性。在乌干达内战期间持续多年的偷猎活动基本消失之后，她率先将野生动物迁移到乌干达的国家公园，从而得以重新为它们提供食物。她还经常指导年轻的兽医。
作为她兽医研究的一部分，她确定寄生虫从人类到山地大猩猩的传播，是大猩猩的一个重要危险因素。这种疾病属于“人畜共通传染”（Zootonic transmission），得因于大猩猩和人类之间高达98%的遗传相似性。她还发现偷猎者攻击、栖息地丧失和乌干达内战等多种因素，也会对大猩猩造成影响和伤害。她希望通过改善非洲的公共卫生，使大猩猩免受人类传染疾病的侵害。
在她展示了人类疾病伤害或杀死大猩猩的途径之后，2003年，卡雷玛-齐库索卡联同斯蒂文·鲁班加（Stephen Rubanga）以及其丈夫劳伦斯·齐库索卡，成立了Conservation Through Public Health。这是一个总部设在乌干达和美国的非营利组织，是一个野生动物保护中心。该中心通过开展项目来保护大猩猩和其他野生动物免受人畜疾病的危害、减少野生动物附近的人畜疾病，并致力于在当地推广计划生育，利用信息技术和通信技术来向人们宣传环境知识。卡雷玛-齐库索卡是该组织的首席执行官。自2003年以来，在CTPH的努力下，没有一只大猩猩死于疥疮。
2015年，CTPH施行一個代號為「保育大猩猩之咖啡」（Gorilla Conservation Coffee）的行動計劃。根据計劃安排，該非營利組織會協助提高當地種植的小果咖啡作物的国际市场价格，以改善當地社區的生活水平，收入提高會有助减少當地疾患所帶來的負擔，轉而減低棲息的大猩猩受傳染的風險。同時，每逢遊客途徑當地莊園，或大猩猩途徑社區活動，農戶也會收到一小筆補助費。

## 荣誉、奖项和其他荣誉
卡雷玛-齐库索卡在环境和人道主义工作方面获得了许多荣誉、奖项和其他的认可。2009年，她赢得了惠特利金奖，这个奖项被认为是“环保界的奥斯卡”。2008年，圣迭戈动物园向她颁发了保护行动奖（Conservation-in-Action Award）。2006年，卡雷玛-齐库索卡获得Ashoka提供的补助金。2007年，《种子》杂志将她列为八大“科学中的革命性人物”（Revolutionary Minds in Science）之一。其他奖项包括2011年世界之翼探索女性发现人道主义奖（2011 Wings World Quest Women of Discovery Humanitarian Award）和2014年非洲商业和政府最具影响力的女性（医学和兽医奖）。
卡雷玛-齐库索卡是四部电视纪录片的主人公，其中包含BBC的纪录片《非洲兽医格拉蒂斯》（Gladys the African Vet）。她也是畅销儿童书《野生动物兽医格拉迪斯》（Gladys Working as a Wildlife Vet）的主人公。
2018年初，卡雷玛-齐库索卡获得来自国家地理的补助。同年，她获得了美国塞拉俱乐部颁发的关爱地球奖（EarthCare Award），以表彰她“对国际环境保护作出的独特贡献” 。2018年9月29日，她在美国科罗拉多州丹佛市举行的颁奖仪式上接受了这个奖项。